# Wir schrieben Geschichte
Wir schrieben Geschichte ist ein unautorisiertes Kompilationsalbum der deutschen Rockband Böhse Onkelz. Es wurde am 25. Juni 2001 über das Label Bellaphon Records veröffentlicht.

## Hintergrund
Die Böhsen Onkelz hatten Bellaphon Records bereits 1994 verlassen. Sieben Jahre nach dem Weggang der Band veröffentlichte das Label die Kompilation Wir schrieben Geschichte.

## Inhalt
Die für Wir schrieben Geschichte ausgewählten Lieder wurden den auf Bellaphon Records in den Jahren 1991 bis 1993 veröffentlichten Alben der Band entnommen. So stammen acht Songs vom Album Heilige Lieder, sechs Stücke von Weiß, je drei Titel aus den Alben Schwarz und Wir ham’ noch lange nicht genug sowie ein Track vom Album Live in Vienna.

## Covergestaltung
Das Albumcover zeigt die Gesichter der vier Bandmitglieder Stephan Weidner, Kevin Russell, Peter Schorowsky und Matthias Röhr auf weißem Hintergrund. Am oberen Rand des Covers befindet sich das Böhse-Onkelz-Logo und der Titel „Wir schrieben Geschichte“ in Schwarz. Links und rechts davon stehen die roten Anmerkungen 1 CD Album und 4 CD Singles sowie Aufnahmen aus den Jahren 1991–1993.

## Titelliste
| #  | Titel                                  | Länge | Original-Album                  |
| -- | -------------------------------------- | ----- | ------------------------------- |
| 1  | Wir schreiben Geschichte               | 4:02  | Heilige Lieder                  |
| 2  | Zieh mit den Wölfen                    | 4:07  | Wir ham’ noch lange nicht genug |
| 3  | Wir ham’ noch lange nicht genug (live) | 4:52  | Live in Vienna                  |
| 4  | L.T. Stoned                            | 3:11  | Wir ham’ noch lange nicht genug |
| 5  | Alles F.a.M.                           | 3:36  | Weiß                            |
| 6  | Der Himmel kann warten                 | 4:15  | Schwarz                         |
| 7  | Der Schrei nach Freiheit               | 3:46  | Heilige Lieder                  |
| 8  | Für immer                              | 5:37  | Weiß                            |
| 9  | Ein langer Weg                         | 4:21  | Heilige Lieder                  |
| 10 | Das Rätsel des Lebens                  | 3:34  | Schwarz                         |
| 11 | Scheißegal                             | 2:36  | Heilige Lieder                  |
| 12 | Schliesse deine Augen                  | 5:27  | Heilige Lieder                  |
| 13 | Das Wunder der Persönlichkeit          | 5:13  | Weiß                            |
| 14 | Ich bin in dir                         | 3:51  | Heilige Lieder                  |
| 15 | Noreia                                 | 3:24  | Heilige Lieder                  |
| 16 | Sie hat ’nen Motor                     | 2:56  | Weiß                            |
| 17 | Schöne neue Welt                       | 4:36  | Weiß                            |

CD Stephan
| # | Titel                         | Länge | Original-Album |
| - | ----------------------------- | ----- | -------------- |
| 1 | Gehasst, verdammt, vergöttert | 3:06  | Heilige Lieder |

CD Kevin
| # | Titel                  | Länge | Original-Album |
| - | ---------------------- | ----- | -------------- |
| 1 | Lieber stehend sterben | 3:59  | Weiß           |

CD Gonzo
| # | Titel                    | Länge | Original-Album |
| - | ------------------------ | ----- | -------------- |
| 1 | Erkennen Sie die Melodie | 4:06  | Schwarz        |

CD Pe
| # | Titel                           | Länge | Original-Album                  |
| - | ------------------------------- | ----- | ------------------------------- |
| 1 | Wir ham’ noch lange nicht genug | 4:51  | Wir ham’ noch lange nicht genug |

## Chartplatzierungen
Obwohl die Veröffentlichung von der Band nicht autorisiert war, erreichte das Album Platz 44 in den deutschen Charts und konnte sich elf Wochen in den Top 100 halten.